# Avico
Le Groupe Avico, regroupe une vingtaine d'entreprises proposant des services dans le transport aérien.
Initialement spécialisé dans l'affrètement aérien, le Groupe Avico dispose de bureaux en Allemagne, en Côte d'Ivoire, en Espagne, en France, en Irlande, au Maroc, au Portugal, au Royaume-Uni, au Sénégalet aux États-Unis.
Le Groupe Avico réalise un chiffre d’affaires annuel consolidé supérieur à 300 millions d’euros,.

## Historique
La société mère Avico, spécialisée dans l'affrètement aérien, est créée en 1996 par Mourad Majoul,.
En 2000, la première diversification du groupe Avico est lancée, avec la création de Ladybird Ground Services, société de nettoyage d'avion d'abord sur l'aéroport de Paris CDG puis également sur l'aéroport d'Orly et de Nice.
Le groupe Avico ouvre en 2003 un premier bureau à l’étranger, avec la création d'une filiale en Irlande. La même année, le Groupe Avico lance son activité d’investissement, en achetant un premier DC10-30, sous la marque Avico Asset Management.
En 2008 est créée une filiale commune avec la banque CIC pour le financement aéronautique : Blue Lane Avico.
Le Groupe Avico mène en 2009 sa première opération de croissance externe, avec le rachat de Flybus, société de transfert de passagers par Bus entre les avions et les aérogares de l'aéroport Paris CDG. Cette société est revendue au groupe Transdev en 2018.
En 2011, à la suite du Printemps arabe qui a fortement dégradé le secteur du tourisme dans l'ensemble du Maghreb, Mourad Majoul et Avico s’engagent pour la relance du tourisme en Tunisie à la suite en lançant l'initiative « Les Engagements du jasmin » à l'Institut du monde arabe en présence de Dominique Baudis et Michel Boujenah.
En 2012 Avico conclut un partenariat avec Novespace, filiale du CNES, afin de commercialiser auprès du grand public les premiers vols en apesanteur européens sous la marque Air Zero G.
En 2014, Avico s'associe à l'association des anciens élèves de l'École nationale de l'aviation civile (Enac Alumni), où ont été formés Mourad Majoul et Gilles Gompertz, les associés du groupe, afin de créer le Challenge Enac Avico : un concours de création d’entreprises dans le secteur aéronautique,. Dix-huit projets sont sélectionnés lors de la 1re édition du Challenge et le gagnant se voit remettre un prix de 10 000 €.
En 2016, le groupe Avico participe à la création d'une compagnie aérienne, Dominican Wings, basée en République dominicaine et dotée d'Airbus A320.
En 2017, le groupe investit et participe au développement de la start-up Sunbirds, qui conçoit des drones à énergie solaire, et qui avait remporté le premier prix du Challenge Enac Avico.
En 2018, Avico vend ses participations dans les sociétés Flybus et Phoebus au groupe Transdev et entre au capital de l'école de formation de pilotes tunisienne Safe Flight Academy (renommée The Aviator Institue en 2025).
En 2019, le Groupe Avico créée la société Airgos et entre au capital de la compagnie aérienne sénégalaise Arc en Ciel Aviation, devenue Arc en Ciel Airlines.
En 2020, la société Avico assure de nombreux vols de rapatriement et d'acheminement de fret médical en réponse à la pandémie COVID-19,, participe à l'organisation du record du monde de distance en drone solaire de Sunbirds et le Groupe Avico prend une participation significative dans la société RegioLease.
En 2021, Sylvain Bosc rejoint le groupe et prend la direction générale de la société Avico.
En 2022, le Groupe Avico prend une participation dans le constructeur et exploitant de drones Pen Aviation et sa société logicielle associée, DGMind.
En 2023, le Groupe Avico prend une participation majoritaire dans la compagnie aérienne hélicoptère Weststar NDD,, renommée Westair Helicopters et qui exploite une quinzaine d'appareils en Afrique.
En 2024, le Groupe Avico fonde Ernestine, qui assure l'hébergement des personnels navigants et des passagers en cas d'irrégularités pour le compte des compagnies aériennes.
En 2025, la société OBC by Avico est créée, pour assurer le transport de plis et courriers très urgents par un personnel dédié (On Board Courrier).

## Activités
Avico a pour clients des entreprises industrielles (Renault, Peugeot…), des personnalités, des compagnies aériennes(Air France, Royal Air Maroc, Garuda Indonesia, Vueling…), des États (France, Belgique, Royaume Uni, Suède, Maroc, Sénégal…) ou encore des organisations multinationales (OTAN, CICR).

### Principaux services du Groupe
- Affrètements aéronautiques[35] et organisation de transports,
- Transport aérien,
- Gestion d’actifs aéronautiques, ventes et locations avions[36],
- Formation et conseil,
- Services opérationnels et aéroportuaires.

Les affrètements sont de différentes nature :
- Affrètement pour des opérations incentive et conventions, des événements sportifs, des chaînes de vols touristiques, des pèlerinages[38], des besoins d’entreprises, d’États[39],[40] et d’organisations internationales[41]
- Location d'avions d’affaires[42]
- Rapatriement de passagers et de acheminement de fret dans l’urgence, pour faire face aux crises humanitaires ou industrielles[43]
- Affrètements avec équipage pour les compagnies aériennes (dits ACMI ou wet lease)[44]

### Principales marques du Groupe
- Avico, pour l’affrètement aérien[45]
- Avico Asset Management, pour l’achat, la vente et la location d’avions
- Avico Aero Consulting, pour le conseil dans le domaine du transport aérien[46]
- AeroGate, pour les services d’opérations aériennes
- Airgos, pour le développement et la commercialisation d'un progiciel ERP destiné à la gestion de l'assistance en escale
- Air Zero G, pour la commercialisation de vols en apesanteur[47]
- Arc en Ciel Airlines, compagnie aérienne basée au Sénégal[48]
- Aviation & Compagnies, pour la représentation de compagnies aériennes en Afrique de l’Ouest
- Aviation Voyage Tourisme, pour les activités d’agent de voyages au Sénégal[49]
- Butterfly Training, pour la formation en e-learning[50]
- DGMind, conception et développement de logiciels d'exploitation de drones
- Ernestine, pour l'hébergement des personnels navigants et des passagers des compagnies aériennes
- Ladybird, pour le nettoyage et l’armement avion sur les aéroports de Paris (CDG et Orly), Lyon et Nice
- OBC by Avico, pour le transport de plis et petits colis très urgent (On board Courrier)
- Privajet, compagnie aérienne basée à Malte
- RegioLease, pour le suivi de la navigabilité des avions (CAMO)[51]
- The Aviator Institute (anciennement Safe Flight Academy), école de formation de pilotes en Tunisie
- Pen Aviation, conception et exploitation de drones
- Westair Helicopters, compagnie aérienne d'hélicoptères

## Divers

### Les Engagements du Jasmin
En janvier 2011, les troubles en Tunisie initiés en décembre 2010 sont devenus une révolution, et le président Ben Ali a été destitué. Le secteur touristique, générant 7 % du PIB du pays et première source de devises de la Tunisie en a été profondément affecté. Avico, sous l’impulsion de son président Mourad Majoul, d’origine tunisienne, a souhaité s'investir dans la relance du tourisme tunisien en lançant l'initiative : Les Engagements du Jasmin.

### Le Challenge Enac Avico
En 2014, Avico s'associe avec l'Enac Alumni, l'association des anciens élèves de cette école, où ont été formés Mourad Majoul et Gilles Gompertz, les associés du groupe, afin de créer le Challenge Enac Alumni Avico, un concours de création d’entreprises dans le secteur aéronautique,. En 2016, l’école nationale de l’aviation civile s’est jointe à l’organisation et le challenge prend le nom de Challenge Enac Avico,.
La remise des prix 2017, réalisée sur le Salon du Bourget a récompensé des start ups proposant des solutions drones innovantes (Sunbirds, Drone Map, Diodon) et de nouveaux matériaux pour l'aéronautique (Cobratex).

### Air Zero G
Depuis 2012, Novespace a confié à Avico la commercialisation au grand public des vols en apesanteur réalisés sur son Airbus A310 ZERO-G, sous la marque Air Zero G.
Avec Air Zero G, le grand public peut réaliser,, pour la première fois en Europe, des vols en apesanteur alors que jusqu’à présent ces vols étaient réservés à la recherche scientifique, programmés par l’Agence Spatiale Européenne, le Centre National d'Études Spatiales et son homologue allemand, le DLR.
Trois à cinq vols Air Zero G sont réalisés chaque année pour le grand public,. Des vols sont également affrétés pour réaliser des scènes de film (La Momie avec Tom Cruise) ou des opérations promotionnelles d’entreprise (les hypermarchés Carrefour, les champagnes Mumm, les montres Zenith).
Quinze paraboles sont réalisées à chaque vol, pendant lesquelles les passagers flottent en apesanteur (Zero G), ou sont soumis à la gravité martienne (0,38 G) ou encore lunaire (0,16 G).